# 네이비 타임스
네이비 타임스(Navy Times)는 미국의 주간 신문으로, 미국 해군에 관한 소식을 다룬다. 본사는 버지니아주에 위치한다.